# پارک ملی اکاندا
پارک ملی اکاندا (به لاتین: Akanda National Park) یک پارک ملی در گابن است که در گابن واقع شده‌است.